# Adam Langer
Adam Langer (ur. 17 września 1935 we Lwowie) – polski ekonomista, wykładowca i działacz społeczny, wicewojewoda gdański (1973–1982), wiceprezydent Warszawy (1988–1990), wojewoda warszawski (1990).

## Życiorys
W 1957 ukończył studia w Wyższej Szkole Ekonomicznej w Sopocie. Uzyskał stopień doktora z dziedziny nauk ekonomicznych. Od początku lat 50. zatrudniony w przedsiębiorstwach państwowych na różnych stanowiskach. Od 1966 wykładał ekonomię na Uniwersytecie Gdańskim. W latach 1973–1976 zasiadał w Miejskiej i Wojewódzkiej Radzie Narodowej w Gdańsku. W 1973 uzyskał nominację na wicewojewodę gdańskiego z ramienia Stronnictwa Demokratycznego, którego członkiem pozostawał od 1971. Jako aktywnemu działaczowi partyjnemu powierzono mu w 1981 funkcję przewodniczącego Centralnej Komisji Rewizyjnej SD. W czasie stanu wojennego odwołany ze stanowiska wicewojewody.
W latach 80. sprawował funkcję sekretarza generalnego Polskiej Izby Przedsiębiorstw Innowacyjnych. W 1987 bez powodzenia ubiegał się o urząd wojewody gorzowskiego (przegrał z Krzysztofem Zarębą). W 1988 objął urząd wiceprezydenta stolicy. Na przełomie 1989 i 1990 organizował Urząd Wojewódzki w Warszawie. Od maja do września 1990 pełnił obowiązki wojewody warszawskiego z nominacji premiera Mazowieckiego do czasu wyboru kandydatury nowego wojewody przez sejmik wojewódzki.
Wieloletni członek i działacz Polskiego Towarzystwa Ekonomicznego, Związku Harcerstwa Polskiego i Polskiego Towarzystwa Turystyczno-Krajoznawczego. W latach 1988–1990 członek Rady Ochrony Pamięci Walk i Męczeństwa. W lutym 1989 wszedł w skład działającej przy tej Radzie Komisji do spraw Upamiętnienia Ofiar Represji Okresu Stalinowskiego.
Odznaczony Złotym Krzyżem Zasługi oraz Krzyżami Kawalerskim, Oficerskim, Komandorskim i Komandorskim z Gwiazdą (2000) Orderu Odrodzenia Polski.
W wyborach z 1997 ubiegał się o mandat poselski w województwie gdańskim z ramienia Krajowej Partii Emerytów i Rencistów.

## Wybrane publikacje
- Informatyka w zarządzaniu gospodarką materiałową przedsiębiorstw budownictwa komunalnego (wraz z Janem Nowakiem), Wydawnictwo Morskie, Gdańsk 1977
- Problemy zastosowań informatyki w budownictwie: materiały szkoleniowe dla kadry kierowniczej, Gdańsk 1977